# Калмиинское сельское поселение
Калмиинское се́льское поселе́ние — муниципальное образование в Тукаевском районе Татарстана Российской Федерации.
Административный центр — село Калмия.

## История
Статус и границы сельского поселения установлены Законом Республики Татарстан от 31 января 2005 года № 39-ЗРТ Законом Республики Татарстан от 31 января 2005 года № 42-ЗРТ «Об установлении границ территорий и статусе муниципального образования "Тукаевский муниципальный район" и муниципальных образований в его составе».

## Население
| 2010 | 2011 | 2012 | 2013 | 2014 | 2015 | 2016 |
| ---- | ---- | ---- | ---- | ---- | ---- | ---- |
| 654  | ↗655 | ↘645 | ↘621 | →621 | ↗648 | ↗650 |
| 2017 | 2018 |      |      |      |      |      |
| ↗673 | ↘660 |      |      |      |      |      |

## Состав сельского поселения
| № | Населённый пункт | Тип населённого пункта       | Население |
| - | ---------------- | ---------------------------- | --------- |
| 1 | Калмия           | село, административный центр |           |
| 2 | Кырныш           | деревня                      |           |
| 3 | Малтабарово      | деревня                      |           |